# 톈먼산

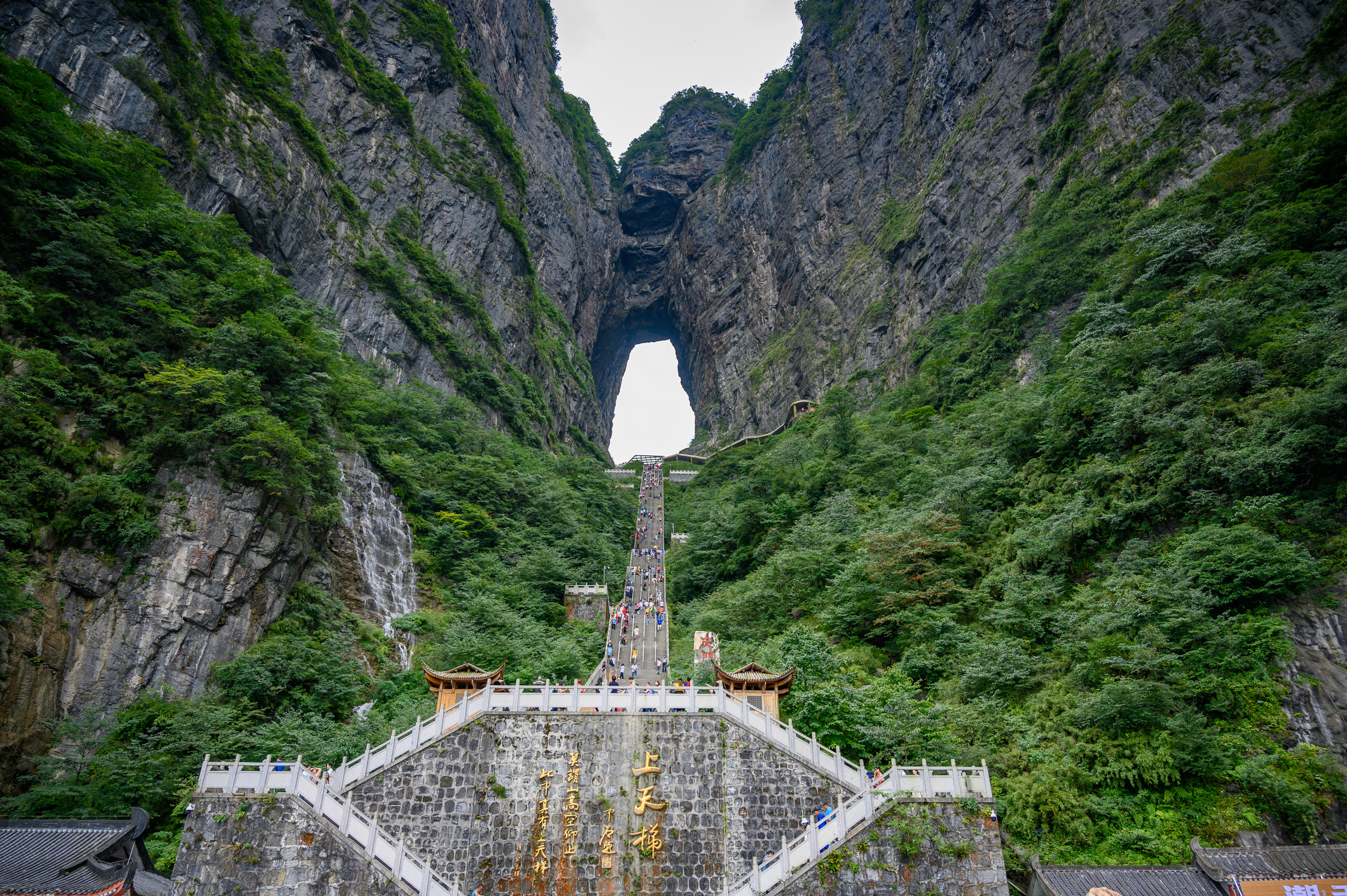

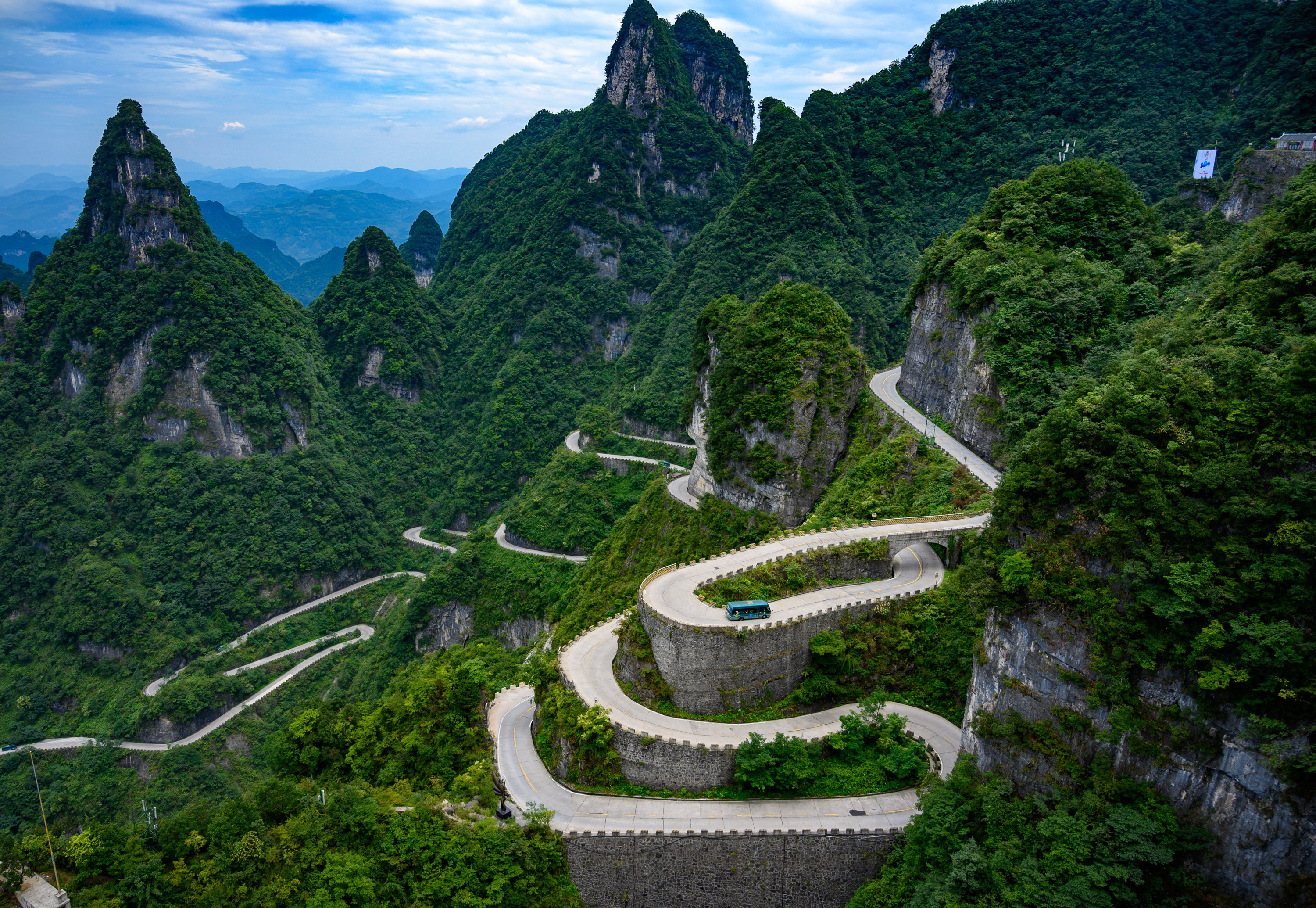

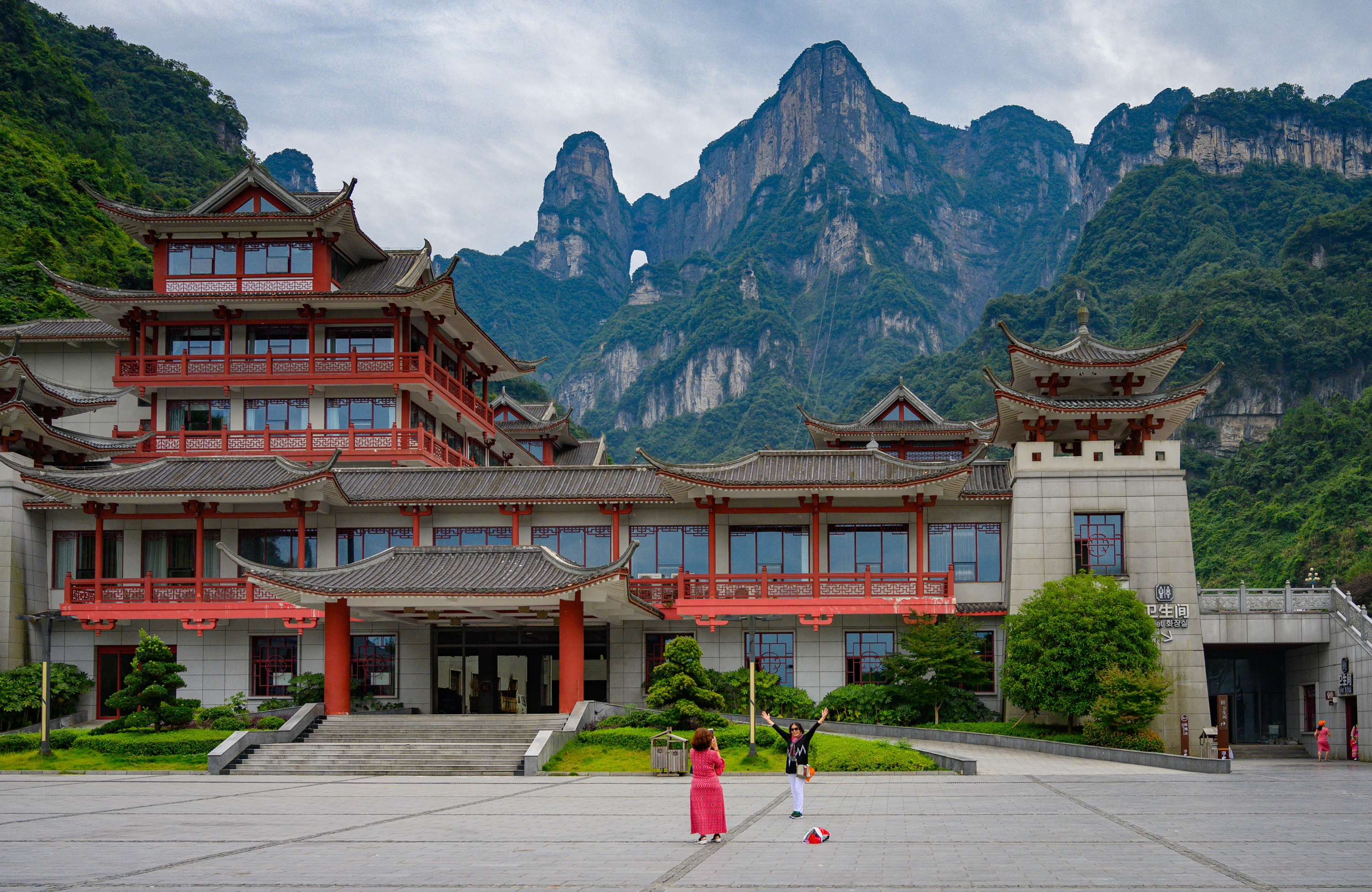

톈먼산(중국어 간체자: 天门山, 정체자: 天門山, 병음: Tiānmén Shān, 한자음: 천문산}은 중국에 위치해 있는 산으로 천연 동굴, 절벽 위 산책로로 유명한 국가삼림공원이다.

### 이름의 유래
삼국시대인 263년 절벽이 무너지며 천문동이 생겨났는데 오왕이 이를 길조로 여겨 톈먼산이라는 이름을 갖게 되었다.또한 하늘의 문이라는 뜻을 지니고 있으며 산의 높이가 하늘에 가까워 보이고 천상의 세계와의 연결을 상징적으로 나타낸다고 여겨진다.

### 전설
- 전설에 따르면 신선은 톈먼산의 정상에서 인간 세계를 지켜보고 있으며 이곳을 방문하는 사람들에게 복과 지혜를 준다는 이야기
- 톈먼산의 높은 봉우리가 하늘과 연결된 길이라고 여겨져 사악한 영혼들이 이곳을 지나지 못한다는 이야기

### 주요 볼거리
- 천문동굴

독특한 석회암 형성과 아름다운 자연 경관으로 유명하다.
- 일출,일몰

정상에서의 일출과 일몰은 환상적인 장관 연출을 한다.
- 하이킹

다양한 트레킹 코스가 있어 아름다운 경치를 감상하며 하이킹을 할 수 있다.
- 케이블카

케이블카를 타고 올라가면 한눈에 산의 경치를 볼 수 있다.